# Меттменштеттен
Меттменштеттен (нім. Mettmenstetten) — громада  в Швейцарії в кантоні Цюрих, округ Аффольтерн.

## Географія
Громада розташована на відстані близько 85 км на північний схід від Берна, 16 км на південь від Цюриха.
Меттменштеттен має площу 13 км², з яких на 16% дозволяється будівництво (житлове та будівництво доріг), 64,3% використовуються в сільськогосподарських цілях, 18,6% зайнято лісами, 1,1% не є продуктивними (річки, льодовики або гори).

## Демографія
2019 року в громаді мешкало 5200 осіб (+22,6% порівняно з 2010 роком), іноземців було 14,8%. Густота населення становила 399 осіб/км².
За віковим діапазоном населення розподілялося таким чином: 23,1% — особи молодші 20 років, 59,2% — особи у віці 20—64 років, 17,7% — особи у віці 65 років та старші. Було 2097 помешкань (у середньому 2,4 особи в помешканні).
Із загальної кількості 1680 працюючих 148 було зайнятих в первинному секторі, 545 — в обробній промисловості, 987 — в галузі послуг.